# 5,10-metilenetetraidrometanopterina reduttasi
La 5,10-metilenetetraidrometanopterina reduttasi è un enzima appartenente alla classe delle ossidoreduttasi, che catalizza la seguente reazione:
5-metiltetraidrometanopterina + coenzima F420 ⇄ 5,10-metilenetetradrometanopterina + coenzima F420 ridotto
L'enzima catalizza una reazione intermedia nella metanogenesi dalla CO2 e dall'H2 nei batteri.